# Sin After Sin
Sin After Sin – trzeci album studyjny brytyjskiego zespołu heavymetalowego Judas Priest. Wydany został w kwietniu 1977 roku przez wytwórnię CBS Records.
Przed nagraniem płyty doszło do gruntownych zmian wokół grupy. Ponieważ członkowie zespołu byli w finansowych problemach spowodowanych przez ignorowanie ich ze strony wytwórni Gull Records, to stali oni przed możliwością rozwiązania grupy, ale postanowili znaleźć rozwiązanie problemów z wytwórnią, co we wrześniu 1976 zaowocowało zmianą menedżera na Dave’a Hemmingsa, który w grudniu 1976 doprowadził do podpisania przez zespół międzynarodowej umowy z nową wytwórnią, CBS Records. Choć Judas Priest straciło prawa do swoich pierwszych dwóch albumów, Rocka Rolla i Sad Wings of Destiny, to jego członkowie uważali jednak, że zmiana wytwórni była tego warta.
Do produkcji albumu został przydzielony basista i współproducent grupy Deep Purple, Roger Glover, ale sam zespół początkowo zignorował go, by po kilku tygodniach poprosić go jednak o pomoc, co zaowocowało nagraniem płyty w zaledwie sześć dni. Album został nagrany ze studyjnym perkusistą Simonem Phillipsem, który mimo propozycji dołączenia, nie wstąpił na stałe do grupy. Jeszcze przed wydaniem krążka do zespołu dołączył Les Binks. Sin After Sin trafiło na 23. pozycję w Wielkiej Brytanii, a samo Judas Priest w czasie promowania albumu po raz pierwszy wyruszyło w trasę po Stanach Zjednoczonych podsumowaną wspólnym występem z grupą Led Zeppelin.

## Historia albumu

### Wrzesień 1976: Zmiana zarządu
Wydanie Sad Wings of Destiny w 1976 roku sprowadziło wzrost sprzedaży i rozpoznawalności Judas Priest, ale wytwórnia Gull Records odmówiła grupie zapłacenia nawet „psiego grosza” do przetrwania. Zdeterminowani członkowie zespołu postanowili znaleźć na jakiś czas inną pracę, ale zarazem stanęli przed możliwością zmuszającą ich do rozwiązania Judas Priest. W akcie desperacji zespół odszedł od swojego dotychczasowego zarządu do nowego menedżera, Dave’a Hemmingsa z Arnakata Management, który miał być ostatnią „deską ratunku” dla grupy.
Judas Priest stało się również zdesperowane do wyładowania swojej frustracji powstałej na skutek ich pracowniczego otoczenia. Dorastanie w angielskim regionie West Midlands znanym członkom zespołu jako miejsce pełne fabryk odbiło się na muzyce grupy:

Huki, huki, huki i łomoty, łomoty, łomoty stemplujących tłoczarek miały oczywiste, dogłębne, psychologiczne oddziaływanie na mnie, czego nie byłem świadomy.

Podświadomie, to łomotało w ciebie. Naprawdę nie mieliśmy wyboru jak tylko grać heavy metal.

Birmingham było zdecydowanie bardzo przemysłowym miejscem i nie było najprzyjemniejszym miejscem do dorastania. Osobiście, pochodzę z naprawdę złego pod względem sytuacji domu, więc zgaduję, że stajesz się trochę buntowniczy...albo zostajesz gitarzystą heavymetalowym albo kończysz w więzieniu!

To jest ciężkie życie, które w czasach młodości daje ci determinację, by stamtąd uciec. A my jesteśmy zdeterminowani z charakteru.

Nigdy nie chciałem żyć w jednym miejscu i codziennie pracować w fabryce stali do końca mojego życia. Muzyka była ucieczką.

Myślę, że coś jest w kanałach, naprawdę. Mamy ogromny system kanałów. Codziennie artykuły przemysłowe wytworzone w Black Country były sprowadzane do Birmingham i, używając kanałów, dostarczane do Liverpoolu lub na południe do Londynu. Pływaliśmy w tych kanałach cały czas – one były dla nas jak plaże czy nadmorskie kurorty. A teraz świecą one jasną fluoryzującą zielenią.
Birmingham zawsze było bardzo przemysłowe – odlewnia za odlewnią za odlewnią. Jest to bardzo niezdrowe miejsce, i wszyscy potrafili pamiętać swoich dziadków, jak i zarazem łapać te straszne choroby. Myślę, że otoczenie stworzyło jakiś gniew, którego pozbywasz się poprzez broń lub gitarę.

To była naprawdę ochota, by wydostać się z tego otoczenia, które dało mi determinację, aby robić coś innego w życiu. Tak się złożyło, że wybrałem muzykę. Do pewnego momentu życia, nie byłem muzycznym fanatykiem. Niektóre dzieciaki zaczynają teraz grać na gitarze w wieku czterech czy pięciu lat, ale ja zacząłem, dopiero gdy miałem osiemnaście czy dziewiętnaście lat. Pięć lat pracowałem w fabryce i nie chciałem tego. Naprawdę, taka była po prostu kolej rzeczy – próbować coś zrobić ze swoim życiem. Po prostu zobaczyłem muzykę jako opcję. Moja matka była pianistką, a brat grał na gitarze, więc tak to wyszło.

Mogliśmy odziedziczyć coś lub wcale nie oglądać się na te ilości fabryk, które w ogóle nie miały nic wspólnego z muzyką. Ale my spróbowaliśmy i jeśli to działa – dobrze; jeśli nie, wtedy przynajmniej mogę sobie powiedzieć, że próbowałem. Ale jestem przekonany, że zrobiliśmy to! Dlaczego wierzę, że zrobiliśmy to? To proste do wytłumaczenia. Póki istnieją takie miasta jak Birmingham, miasta bez miejsca na idyllę, dopóki dzieci tych miast muszą dorastać pośród tych wielkich budynków i brudnych dróg, bez żadnego miejsca na prawidłowy rozwój, te miasta będą dawać narodziny frustracji, którą rock – lub, w przeszłości, rock & roll – kieruje na zewnątrz i pozwala im się rozładować. Dorośliśmy w Birmingham i nasze dzieciństwo nie różniło się w ogóle, było takie samo jak każde inne dzieciństwo w każdym innym przemysłowym mieście z ogromną liczbą mieszkańców. A muzyka, którą dziś tworzymy jest niczym innym jak ukazywaniem tych uczuć i frustracji. Coś takiego jest w każdej formie własnej, osobistej demonstracji; czy jesteś malarzem, muzykiem, czy pisarzem, twoja przeszłość wręcz emanuje. To oczywiste, że twój wizerunek bierze się z twojej rodziny, twoich przyjaciół, twojego otoczenia, daje skupienie na twoją pracę. To jest ukazanie tego kim jesteś; agresywny, łagodny, uczuciowy, czy jakikolwiek inny.
Mogę wyjaśnić bardzo czytelnie kim jesteśmy. Przede wszystkim, nie jesteśmy zespołem typu Kiss. Stawiamy na dobre widowisko, ale nasza muzyka ma pierwszeństwo. Gdy jesteśmy na scenie ukazujemy fizycznie kim jesteśmy. Dla takich grup jak Kiss muzyka jest sprawą drugorzędną, widowisko jest dla nich ważniejsze; nie chcę tego, to byłoby złe. Będąc na scenie, wszystko co robimy jest autentyczne; nic nie jest zaplanowane, z wyjątkiem muzyki. Fizyczne napięcie pochodzące ze stania tam i robienie czegoś, co ludzie chcą i czują jest tak ogromne, że sprawia, że wszystko inne znika... Stoisz tam na scenie i publika jest zagapiona w ciebie; nieważne czy to jest 50 czy 10 tysięcy ludzi, energia, napięcie, które oddziałuje na nas jest po prostu nieokiełznane.

### Grudzień 1976: Zmiana wytwórni
Członkowie Judas Priest byli pewniejsi niż kiedykolwiek na temat kierunku w którym chcą podążać, ale ciągle toczyli spór o pieniądze ze swoją wytwórnią płytową. Nowy menedżer, Dave Hemmings, był przekonany, że grupa musi odejść od Gull Records na rzecz międzynarodowej wytwórni jeśli w ogóle chce mieć szansę na lepszą przyszłość i z końcem roku, zespół odszedł od wytwórni Gull, aby podpisać z CBS Records ogólnoświatową umowę.
W tej właśnie wytwórni, Paul Atkinson, kierownik działu A&R w Stanach Zjednoczonych był zainteresowany zespołem:

Wszyscy byli za Judas Priest, gdy wyszło na jaw, że mogą być wolni od kontraktu z wytwórnią Gull. Paul dzielił swoje zdecydowanie ze mną, by zawrzeć umowę grupy z Columbią pod koniec lat 70.

Chociaż pojawiły się prawne problemy z powodu zerwania kontraktu przez zespół i rozstania z Gull Records (Judas Priest straciło wszystkie prawa do swoich pierwszych dwóch albumów i innych nagrań zarejestrowanych w czasie tych sesji), członkowie grupy uważają to za ruch warty swojej ceny:

To było absolutne błogosławieństwo od Pana!

To było uczucie w stylu „uszczypnij mnie”, wiesz: „Naprawdę to zrobiliśmy?”

Z jaśniejszą i bardziej obiecującą przyszłością, Judas Priest było gotowe do stworzenia nowego albumu będącego zarazem ich debiutem w nowej wytwórni płytowej, która dała zespołowi 60 tysięcy funtów, by rozpocząć nagrywanie. Mając już cenne doświadczenie studyjne z nagrywania ostatniej płyty, zespół chciał przejąć kontrolę i samemu nagrać utwory według własnego uznania, ale CBS wyjaśniło grupie, że uzdolniony i solidny producent jest niezbędny w tym przełomowym momencie ich kariery. Basista i współproducent zespołu Deep Purple, Roger Glover, został zaproponowany przez wytwórnię. Oprócz Deep Purple, Glover wyprodukował albumy dla grup Elf i Nazareth zanim został asygnowany do pracy z Judas Priest, po czym był producentem płyt między innymi zespołów Rainbow czy Michael Schenker Group.

CBS powiedziało: „Więc tak. Przenosicie się teraz do innej ligi. Chcemy by waszym producentem był ktoś poważany, ktoś, kto według nas zamierza zrobić dobrą robotę dla grupy.” I na podstawie tego mieliśmy przyjemność pracować z Rogerem, mam tylko świetne wspomnienia z przebywania z nim w studiu i jego głównego, głównego wkładu...

### Styczeń 1977: Nagrywanie
Początki współpracy między Judas Priest, a Rogerem Gloverem niebyły łatwe. Pod koniec 1976 roku, grupa wraz z Gloverem spotkała się, aby wzajemnie podzielić się pomysłami na nowy album, ale członkowie zespołu nie byli zbyt chętni do przedstawiania swoich pomysłów. W międzyczasie, perkusista, Alan Moore, został zwolniony z grupy, czego powodem były najprawdopodobniej jego niskie umiejętności gry na perkusji:

Zostałem jakby uświadomiony, że każdy pomysł, który przedstawię zostanie zignorowany. Mówiłem: „A może zrobić ten riff podwójnie?,” a oni zaczynali się zastanawiać i odpowiadali: „Ok, więc, um, zabierzmy się za następny...” Pod koniec popołudnia, zaczynałem powoli nie zwracać na nich uwagi i ostatecznie dotarło do mnie, że oni naprawdę nie chcą producenta.
Jakieś kilka tygodni później zadzwonili do mnie: „Mógłbyś przyjść i nam pomóc? Jesteśmy w studiu od paru tygodni i nie idzie nam za dobrze.” Zrozumiałem, że zwolnili perkusistę, więc nagraliśmy płytę w sześć dni z Simonem Phillipsem będącym wtedy perkusistą studyjnym. Dziwną stroną tego wszystkiego jest to, że album stał się raczej zadowalających rozmiarów hitem, ale nigdy mi nie zapłacili...

Judas Priest przebyło drogę z wieloma perkusistami. Simon przyszedł po naszym pierwotnym perkusiście, Alanie Moorze. Gdy nadszedł czas, by nagrać Sin After Sin, nadszedł również Simon Phillips, który dopiero co osiągnął wtedy 16 lat; on był tym cudownym dzieckiem-perkusistą (ang. wunderkind drummer) z Londynu...?

Sin After Sin jest albumem nagranym ponad 20 lat temu. Naprawdę trudno pamiętać jak te utwory w ogóle były nagrywane. Pamiętam jedynie, że grałem utwory zespołu w sposób, jaki uważałem za odpowiedni. Nagrywaliśmy je na żywo z Glennem, Ianem, i Robem. K.K. był w pomieszczeniu kontrolnym słuchając z Rogerem Gloverem...

Skoro Alan Moore został dopiero co zwolniony, Glover wybrał wspomnianego już Phillipsa na zastępstwo. Aby przygotować nowy materiał członkowie zespołu razem z Gloverem i Phillipsem zorganizowali próby w londyńskich studiach Pinewood Studios znanych z nakręcenia w nich paru filmów o przygodach Jamesa Bonda czy z filmu Superman. Jedynym noclegiem w pobliżu był klasztor w którym zakonnice organizowały noclegi i śniadania:

Było tam pięknie, ale myślę, że zakonnice wpuściły nas tam tylko dlatego, ponieważ myślały, że jesteśmy jakby zespołem klerykalnym! Szczerze, pewnego razu siostra przełożona nawet poprosiła nas, abyśmy zagrali na przyjęciu w ogrodzie i musieliśmy uprzejmie odmówić. Powiedzieliśmy im, że według nas Elton John mógłby to zrobić!

Z Rogerem Gloverem powracającym na stanowisko producenta i z Simonem Phillipsem zajmującym stanowisko perkusisty, Judas Priest weszło na jeden styczniowy tydzień 1977 roku do londyńskich studiów nagraniowych Ramport Studios (będących własnością grupy The Who), by zarejestrować swój pierwszy album dla CBS Records. Gloverowi asystowali Judy Szekely, Neil Hornby, i Dave Bellotti. Szekely jako asystent inżyniera oraz operator taśmy nagraniowej współpracowała m.in. z Ringo Starrem i The Who; Hornby na co dzień pracował w Ramport Studios i jako asystent inżyniera oraz współproducent ma na koncie współpracę m.in. z Thin Lizzy i również z The Who; a Bellotti asystował przy nagraniach Johna Mellencampa i zespołu Wang Chung. W 1976 r. (jako inżynier) współpracował również z przyszłym producentem Judas Priest, Tomem Allomem.

Wspomnienia z tamtego okresu obejmują trujące ryby trzymane w akwarium w recepcji oraz zostanie powalonym w lokalnym pubie razem z Pythonem, menedżerem studia, przez napój sporządzony na podstawie jego własnej mikstury o nazwie „Wąż Gumowy” – nazwany tak, ponieważ po wypiciu jednego czułeś się jakby ktoś walnął cię pałką w głowę!

### Marzec 1977: Les Binks dołącza
Będąc gotowym do wyruszenia w swoją pierwszą światową trasę koncertową, grupa czuła, że gra Simona Phillipsa jest idealnym rozwiązaniem dla ich stylu, więc zespół złożył mu propozycję dołączenia na stałe. Phillips odmówił z powodu swoich wcześniejszych zobowiązań, więc grupa poszukała innego perkusisty o możliwościach porównywalnych do Phillipsa i znalazła ostatecznie Lesa Binksa:

Miałem przyjemność z nagrywania Sin After Sin – wspaniała energia – i oni byli świetni podczas współpracy, jak i podczas spędzania wolnego czasu. Powodem dla którego odmówiłem, było to, że byłem w zespole Jacka Bruce’a i mieliśmy zaraz wyruszyć w trasę po Europie i Stanach, aby wypromować album [How's Tricks], który miał zostać wydany na początku 1977 roku.

Simon grał na płycie Sin After Sin, ale chciał kontynuować swoją karierę jazzową, więc szukaliśmy kogoś, kto potrafiłby odzwierciedlić wyczucie Simona, wiesz – techniczny typ perkusisty. Chcieliśmy dalej mieć ten styl i przystępność gdy odszedł, więc Les był w tym świetny...

Skorzystaliśmy z Lesa w zamian za Simona, ponieważ również grał na dwóch centralach, jak Simon. Był on jednym z nielicznych perkusistów, jakich mogliśmy znaleźć, którzy potrafili zagrać niektóre z rytmów, które Simon zagrał na Sin After Sin.

Większość wcześniejszych nagrań Binksa zostało dokonanych dla projektów Rogera Glovera, obejmujących takich wokalistów jak David Coverdale, Glenn Hughes, czy Ronnie James Dio. Poprzez powiązania Glovera, Judas Priest przesłuchało oraz zatrudniło Binksa i rozpoczęło swoją światową trasę, której kulminacja nastąpiła w trakcie pierwszej wizyty grupy w Stanach Zjednoczonych zakończonej występem w Oakland na festiwalu Day on the Green, którego główną gwiazdą było Led Zeppelin.

### Kwiecień 1977: Wydanie
| Statystyki        | Statystyki | Statystyki       |
| Kraj              | Pozycja    | Certyfikat       |
| ----------------- | ---------- | ---------------- |
| Wielka Brytania   | 23         | -                |
| Szwecja           | 49         | -                |
| Stany Zjednoczone | -          | Złoty (500 tys.) |

punk rock, rywalizujący z heavy metalem, przejmował wtedy panowanie na brytyjskiej scenie muzycznej, ale szybsze i ostrzejsze utwory na Sin After Sin doprowadziły debiutancki album dla wytwórni CBS do pierwszej 25. na zestawieniu w Wielkiej Brytanii oraz do statusu złotej płyty w USA. Judas Priest było ostatecznie w stanie zobaczyć początki sukcesów oraz zdobyło trochę pieniędzy, których zespół bardzo potrzebował. K.K. Downing, mając wtedy 26 lat, zakupił nawet swój pierwszy samochód. Od tamtego czasu uzbierał małą kolekcję:

Mam parę samochodów: Austina-Healeya 3000, Austina Mini, Jensena-Healeya, Forda XR2, oraz Rolls-Royce’a.

Za to Rob Halford ostatecznie zaczął czuć się komfortowo ze swoim głosem:

Kiedy byłem dzieckiem zwykłem śpiewać w kościele i czułem się z tym dobrze. Śpiewanie jest po prostu jedną z tych wspaniałych potrzeb ludzi – robić to pod prysznicem, robić to słuchając muzyki, lub robiąc to profesjonalnie na życie. Gdy śpiewam, uwalniam emocje pochodzące wprost z mojej duszy. W dzieciństwie, gdy miałem 9 czy 10 lat, zrozumiałem, że jestem bardzo dobry w śpiewaniu i kiedy stałem się nastolatkiem dorastałem mając totalną obsesję na punkcie muzyki. Rock pojawił się w moim życiu, gdy miałem około 18 lat i zacząłem współpracować z różnymi lokalnymi zespołami. Wtedy zacząłem również po raz pierwszy eksperymentować z moim głosem. Wiesz, wtedy byli tacy fantastyczni wokaliści jak Robert Plant czy Ian Gillan, którzy pomogli mi zrozumieć, że chcę zrobić coś innego, coś niespotykanego. Kiedy posłuchasz Rocka Rolli usłyszysz, że ta niespotykana rzecz jest po prostu niewyrazista. Nauczyłem się lepiej wyrażać ją na Sad Wings of Destiny, a do szczytu doszedłem ostatecznie na Sin After Sin.

Moje techniki wokalne odkrywałem z czasem, naprawdę. Nie miałem naprawdę za dużo wspólnego z ludźmi, którzy tak świetnie brzmieli, by spojrzeć i powiedzieć, że chcę tak brzmieć czy też rywalizować z nimi. Zostałem błogosławiony niezwykłymi strunami głosowymi, które mogły dokonać niektórych dziwacznych rzeczy, i zawsze było celem szukanie nowych sposobów robienia rzeczy od utworu do utworu. To polegało na eksperymentowaniu bardziej niż na czymkolwiek innym.

## Okładka
Dyrektor artystyczny wytwórni CBS Records, Rosław Szaybo, był odpowiedzialny za nadzór nad projektami okładek większości albumów Judas Priest dla wytwórni. Dla Sin After Sin przydzielił absolwenta Royal College of Art w 1975 Boba Carlosa Clarke'a, by zaprojektował okładkę płyty. Jego projekt obejmował mauzoleum wystrojone symbolami kobr, skrzydłami orłów, oraz czaszką z rozjarzonymi oczami. Przed mauzoleum widać siedzącą kobietę, a w międzyczasie z morza za mauzoleum wychodzi bliżej nieokreślone stworzenie.
Logo zaprojektowane przez Johna Pasche'a i zamieszczone na poprzednim wydawnictwie grupy dla wytwórni Gull Records, Sad Wings of Destiny, zostało użyte ponownie dla tej płyty, jako dodatek do okładki i tytułu nowego albumu.
Tytuł Sin After Sin pochodzi z tekstu do utworu „Genocide” zamieszczonego na poprzednim krążku.

## Single
- „Diamonds and Rust”/„Dissident Aggressor” – wydany jako singel promocyjny w maju 1977 w Wielkiej Brytanii przez wytwórnię CBS Records

## Lista utworów
| 1. „Sinner” – 6:45 2. „Diamonds and Rust” (Joan Baez) – 3:27 3. „Starbreaker” – 4:49 4. „Last Rose of Summer” – 5:37 5. „Let Us Prey” (Halford, Tipton, K.K. Downing) – 6:12 6. „Call for the Priest/Raw Deal” – 7:00 7. „Here Come the Tears” – 3:36 8. „Dissident Aggressor” (Halford, Tipton, Downing) – 3:07 | 1. „Sinner” – 6:45 2. „Diamonds and Rust” (Baez) – 3:27 3. „Starbreaker” – 4:49 4. „Last Rose of Summer” – 5:37 5. „Let Us Prey/Call for the Priest” (Halford, Tipton, Downing) – 6:12 6. „Raw Deal” – 6:00 7. „Here Come the Tears” – 4:36 8. „Dissident Aggressor” (Halford, Tipton, Downing) – 3:07 9. „Race With the Devil” [*] (Adrian Gurvitz) – 3:06 10. „Jawbreaker” [na żywo/*] (Halford, Tipton, Downing) – 4:00 |

- Kompozytorami (oprócz wymienionych w nawiasach) wszystkich utworów są Rob Halford i Glenn Tipton.
- Na zremasterowanej edycji albumu część piątego utworu pt. „Let Us Prey” jest instrumentalna. Na oryginalnym wydaniu płyty piąty utwór został błędnie nazwany po prostu „Let Us Prey,” gdyż na bootlegu z 1978 roku pt. Cambridge Corn Exchange można usłyszeć, że zespół pominął instrumentalny wstęp utworu i zagrał jedynie drugą część, którą Rob Halford zaprezentował jako „Call for the Priest.” Druga część zaczyna się po pierwszej linijce tekstu: „Call for the priest, I'm dying...”
- [*] są oznaczone bonusowe utwory.

## Twórcy

### Wykonawcy
- Rob Halford – śpiew
- Glenn Tipton – gitara elektryczna, pianino
- K.K. Downing – gitara elektryczna
- Ian Hill – gitara basowa
- Simon Phillips – perkusja

### Produkcja
- Album nagrywany był w styczniu 1977 w studiach nagraniowych Ramport Studios w dzielnicy Wandsworth w Londynie, Anglia
  - Roger Glover i Judas Priest – producenci
  - Mark Dodson – inżynier dźwięku
  - Judy Szekely, Neil Hornby, i Dave Bellotti – asystenci
- Album był miksowany w studiach Wessex Studios w londyńskiej dzielnicy Highbury
- Roslav Szaybo z CBS Records – dyrektor artystyczny okładki
- Bob Carlos Clarke – projekt i ilustracja okładki

### Inne
- Dave Hemmings z Arnakata Management, Londyn – zarządzanie